# Aouya River
Aouya River är ett vattendrag i Dominica.   Det ligger i parishen Saint Andrew, i den nordvästra delen av landet, 30 km norr om huvudstaden Roseau.